# Братская могила мусульман-революционеров, погибших в 1918 году при обороне Орска
Бра́тская моги́ла мусульма́н-революционе́ров, поги́бших в 1918 году́ при оборо́не О́рска — братское захоронение в городе Орске Оренбургской области. Расположена в Старом городе в саду имени А. Н. Малишевского. В 1957 году на месте захоронения был установлен обелиск неизвестного автора высотой 2,5 метра. На нём установлена табличка с надписью: «Вечная память героям бойцам-мусульманам павшим при защите Советской власти в городе Орске (июль—сентябрь 1918 года)».
На основании решения исполкома Оренбургского совета народных депутатов № 179 от 13.05.1987 «О постановке на государственную охрану памятников истории и культуры Оренбургской области» является памятником истории и культуры регионального значения.